# ستيف ستانلي
ستيف ستانلي (بالإنجليزية: Steve Stanley)‏ هو مقدم برامج إذاعية ومنتج أسطوانات وملحن أمريكي، ولد في 1970.